# إدوارد كورتيس (سياسي)
إدوارد كورتيس (بالإنجليزية: Edward Curtis)‏ هو محامي وسياسي أمريكي، ولد في 25 أكتوبر 1801 في وندسور في الولايات المتحدة، وتوفي في 2 أغسطس 1856 في نيويورك في الولايات المتحدة. حزبياً، نشط في حزب اليمين. وقد انتخب عضو مجلس النواب الأمريكي.